# Megachile gilbertiella
Megachile gilbertiella är en biart som beskrevs av Cockerell 1910. Megachile gilbertiella ingår i släktet tapetserarbin, och familjen buksamlarbin. Inga underarter finns listade i Catalogue of Life.